# Bivacco Camillotto Pellissier
Il bivacco Camillotto Pellissier è un bivacco che si trova in Valtournenche, in Valle d'Aosta.
Sorge sulla  cresta Albertini a 3325 metri di quota.

## Storia
Nel 1956, poco sopra l'attuale ubicazione, era stato costruito il bivacco  Gianni Albertini, che aveva 4 posti letto. Venne in seguito distrutto da una scarica. Nel 1986 è stato costruito l'attuale bivacco, avente 9 posti letto e sempre aperto. Ricorda la guida Camillo Pellissier, primo scalatore del Kanjut Sar, che morì nel 1966 sul Dent d'Hérens.

## Accesso
L'accesso al bivacco può avvenire partendo da Cervinia e scalando la parte inferiore dell'impegnativa  cresta Albertini in circa 6h (difficoltà D).

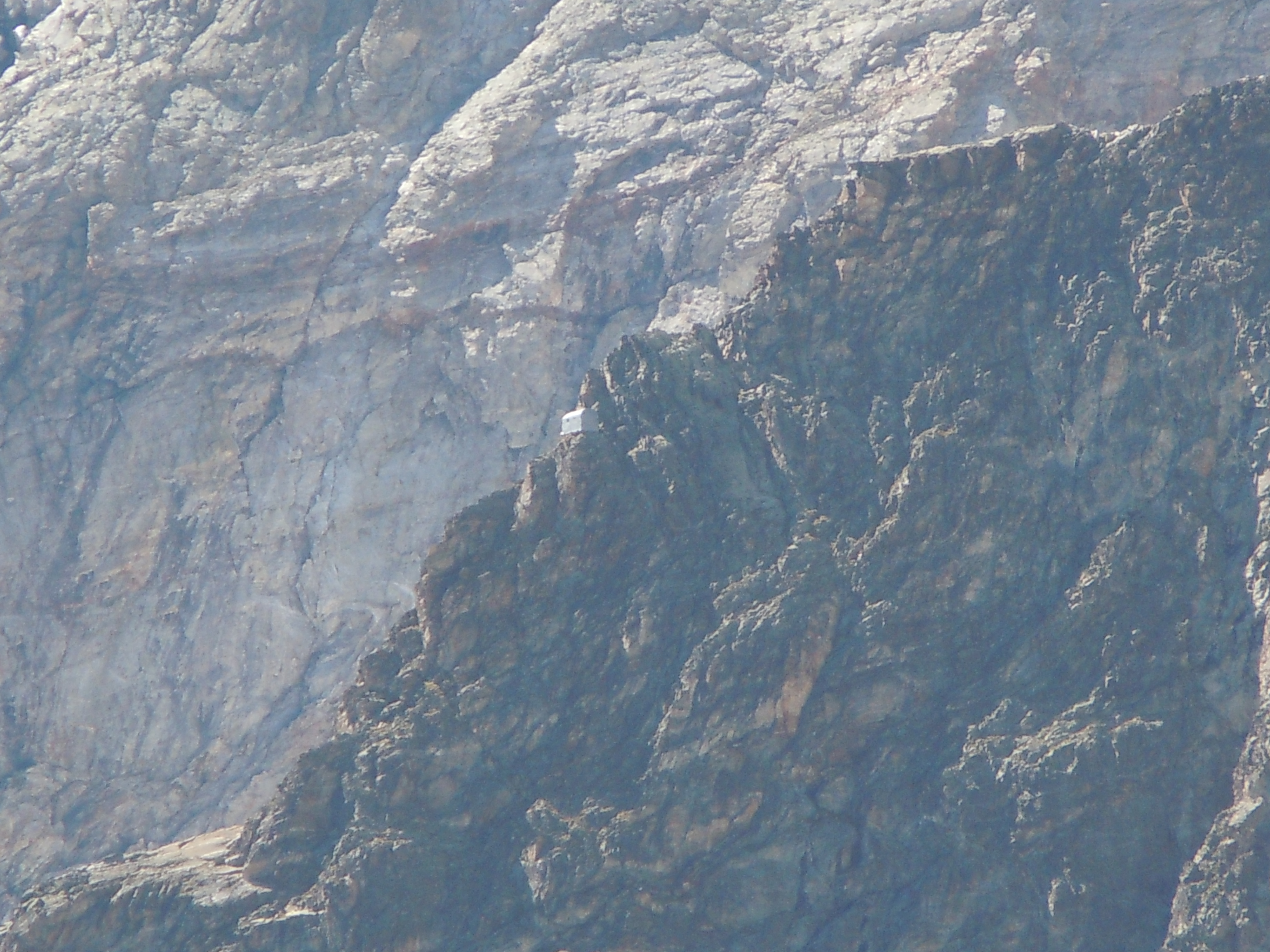
Il bivacco ripreso dall'Oriondé

## Ascensioni
Il bivacco serve per la salita alla Dent d'Hérens tramite la  cresta Albertini.

## Traversate
- Bivacco Laura Florio
- Bivacco Paolo Perelli Cippo